# Tomasz Kakareko
Tomasz Kakareko – polski hydrobiolog, doktor habilitowany nauk biologicznych, profesor Uniwersytetu Toruńskiego. Jest członkiem Polskiego Towarzystwa Hydrobiologicznego.

## Zainteresowania badawcze
Tomasz Kakareko zajmuje się ekologią obcych gatunków ryb w wodach śródlądowych Europy, ich interakcją z gatunkami rodzimymi oraz preferencjami siedliskowymi, a także behawiorem i rolą w sieci troficznej.